# Bonnemaisonia
Bonnemaisonia C. Agardh, 1822  é o nome botânico de um gênero de algas vermelhas pluricelulares da família Bonnemaisoniaceae.

## Espécies
Atualmente 7 espécies são consideradas taxonomicamente válidas:
- Bonnemaisonia asparagoides (Woodward) C. Agardh, 1822
- Bonnemaisonia australis Levring, 1953
- Bonnemaisonia californica Buffham, 1896
- Bonnemaisonia clavata G.Hamel, 1930
- Bonnemaisonia geniculata N.L. Gardner, 1927
- Bonnemaisonia hamifera Hariot, 1891
- Bonnemaisonia spinescens Womersley, 1996